# Kostrzyn nad Odrą
Kostrzyn nad Odrą (Duits: Küstrin) is een stad in het Poolse woiwodschap Lubusz, gelegen in de powiat Gorzowski. De oppervlakte bedraagt 46,17 km², het inwonertal 19.952 (2007). De stad is gelegen op de rechteroever van de rivier de Oder, bij de monding van de Poolse rivier de Warta. De eerste rivier vormt de grens met Duitsland, de Oder-Neissegrens.
Kostrzyn nad Odrą ligt op 80 kilometer ten oosten van Berlijn en 165 kilometer ten westen van de Poolse stad Poznań. De stad bezat vanaf de 16de eeuw een belangrijke Brandenburgse vesting, die werd gebouwd onder Johan I van Brandenburg-Küstrin, die hier zijn residentie had, en in de 17de eeuw werd uitgebreid onder Frederik Willem van Brandenburg.
Het grootste deel van de vroeger aan beide oevers van de Oder gelegen stad werd aan het einde van de Tweede Wereldoorlog aan Polen toegewezen. Het voormalige stadsdeel Küstrin-Kietz hoort heden ten dage bij de Duitse gemeente Küstriner Vorland. De oude binnenstad, die binnen de vesting lag, werd na de oorlogsverwoestingen niet herbouwd.
Het jaarlijkse Przystanek Woodstock-festival wordt sinds 2004 nabij Kostrzyn georganiseerd.

## Geboren
- Catharina van Brandenburg-Küstrin (1549–1602), Dochter van markgraaf Johan I van Brandenburg-Küstrin
- Frederik van Dohna-Carwinden (1621-1688), militair en landsbestuurder
- Otto Christiaan Frederik Hoffham (1744-1799), dichter en schrijver
- Alfred von Tirpitz (1849-1930), grootadmiraal
- Fedor von Bock (1880-1945), generaal-veldmaarschalk
- Dariusz Dudka (1983), voetballer
- Grzegorz Wojtkowiak (1984), voetballer
- Łukasz Fabiański (1985), voetballer

## Overleden
- Hans Hermann von Katte (1704-1730), Pruisisch luitenant